# 장단면
장단면(長湍面)은 경기도 파주시의 면으로, 면적은 33.96 km2이다. 본래 장단군청의 소재지였으며, 현재는 파주시에 편입된 옛 장단군 지역과 함께 군내면에 소재한 장단면 (행정면) 행정복지센터에서 관할한다. 면의 동부 임진강 연안에서 민통선 출입 영농이 행해지고 있으나, 마을이 조성되지 않아 거주하는 주민은 없다.

## 역사
- 1914년 4월 1일:  장단군 중서면, 하도면, 상도면이 진남면(津南面)으로 합면.[2]
- 1938년 1월 1일: 진남면을 장단면으로 개칭.[3]
- 1953년 7월 27일 : 한국전쟁 정전으로 인해 군 작전지역으로 출입이 통제되었고, 인근의 군내면 조산리(대성동)에 '자유의 마을'이 조성되었다.
- 1972년 12월 28일 : 군사분계선 이남의 장단군 지역이 파주군으로 편입되어, 파주군 장단면이 되었다.[4]
- 1979년 5월 1일 : 구 장단군 4개면(군내, 진동, 진서, 장단)을 관할하는 군내출장소(→2011년 장단출장소로 개칭)가 개설되었다.
- 2020년 12월 18일 : 덕산리의 지적을 복구하고, 장단면의 리로 공인하였다.
- 2021년 7월 1일 : 장단출장소를 장단면 행정복지센터로 전환, 장단면 행정면 설치

## 행정 구역

파주시 장단면 (오픈스트리트맵)

| 법정리   | 한자명   | 행정리 | 비고                              |
| -------- | -------- | ------ | --------------------------------- |
| 노상리   | 蘆上里   | -      | 거주 인구 없음                    |
| 노하리   | 蘆下里   | -      | 거주 인구 없음                    |
| 거곡리   | 巨谷里   | -      | 거주 인구 없음                    |
| 도라산리 | 都羅山里 | -      | 구 면사무소 소재지 거주 인구 없음 |
| 석곶리   | 石串里   | -      | 거주 인구 없음                    |
| 강정리   | 江井里   | -      | 거주 인구 없음                    |
| 동장리   | 東場里   | -      | 거주 인구 없음                    |
| 정동리   | 井洞里   | -      | 거주 인구 없음                    |
| 덕산리   | 德山里   | -      | 거주 인구 없음                    |

## 교통
경의선 도라산역이 있다.

## 자연
서쪽은 군사분계선, 남쪽과 동쪽은 임진강으로 둘러싸인 반도형태를 띠고 있는 장단면 지역의 습지는 독수리 월동지로 조성되어 보존 가치가 높다.